# 阿玛祖鲁足球俱乐部
阿玛祖鲁足球俱乐部（英語：AmaZulu F.C.）是一个南非足球俱乐部，所在地是德班。足球俱乐部由祖鲁族移民工人成立于1932年，原称皇家祖鲁。足球俱乐部的昵称Usuthu，在祖鲁语中是呐喊的意思。

## 荣誉
- 姆韦拉铂附加赛2007的优胜者
- 沿岸沿岸的优胜者：2000/01，2002/03
- 1972年NPSL冠军
- 1992年可口可乐杯优胜者

## 官方赞助商
- SPAR